# أوكي يايكو
أوكي يايكو (باليابانية: 青木やよひ؛ بالكانا: あおき やよい) هي ناقدة وكاتِبة يابانية، ولدت في 13 يونيو 1927 في شيزوكا في اليابان، وتوفيت في 25 ديسمبر 2009 في إتو في اليابان.